# Three's a Crowd (film 1927)
Three’s a Crowd, noto anche col titolo Una folla di tre persone, è un film statunitense del 1927, diretto ed interpretato da Harry Langdon.

## Trama
Harry, garzone di un traslocatore, guarda il suo capo giocare orgoglioso col proprio figlioletto, poi recupera dalla spazzatura una bambolina di pezza.
Gladys, esasperata dalle intemperanze del marito, lo lascia. Harry la ritrova accasciata sul suolo nevoso e le presta soccorso ospitandola nella propria modesta soffitta. Poi si accorge che la donna sta per dare alla luce un bambino, e convoca subito un esercito di levatrici e di dottori, che, a parto avvenuto, si congratulano con lui credendolo il padre.
Harry vede così magicamente appagato il proprio desiderio di famiglia, e si occupa alacremente della donna e del bambino. Un chiromante gli assicura che il padre del bambino non verrà mai a cercare la moglie e il piccolo.
Il padre, ormai ravveduto, invece, va a cercarli e li trova, affacciandosi, in una notte di tempesta, alla finestra della soffitta.
Gladys però si è affezionata ad Harry, e, nell’incontro di boxe organizzato fra i due uomini, lo incita e lo sostiene, perché vuole rimanere con lui, insieme al bambino.
Ma questo è solo il sogno di Harry. Nella realtà marito e moglie si riappacificano, e, profondamente riconoscenti verso Harry, lo salutano con una stretta di mano (il cui palmo Harry poi si guarda sconsolato) e se ne vanno col figlio.
La notte stessa, placatisi gli elementi, Harry esce di casa, e – dopo aver scorto, abbandonata malridotta lungo la via, la bambolina di pezza di cui si erano perse le tracce – si reca davanti alla vetrina del chiromante brandendo un mattone. Poi rinuncia all’inutile vendetta, e lascia cadere il mattone…